# Internacional Socialista
La Internacional Socialista (IS) és una internacional política o organització mundial de partits polítics que pretenen instaurar el socialisme democràtic, formada principalment per partits polítics socialdemòcrates i organitzacions sindicals.
Encara que es va constituir el 1951 com a successora de la Internacional Obrera i Socialista, els seus antecedents es remunten a finals del segle XIX. Actualment, l'organització compta amb 132 partits i organitzacions membres de més de 100 països. Els seus membres han governat a molts països, inclosa la major part d'Europa. El 2013, un cisma a la IS va portar a la creació de l'Aliança Progressista.
L'actual secretària general de la IS és Benedicta Lasi, de Ghana, i l'actual president de la IS és el president del Govern d'Espanya, Pedro Sánchez, tots dos elegits a l'últim Congrés de la IS celebrat a Madrid, al novembre de 2022.

## Història
La Internacional Socialista té les seves arrels en la Segona Internacional, que es va formar en 1889. Refundada l'any 1923 com a la Internacional Obrera i Socialista i tornada a reconstituir (en la seva actual forma) després de la Segona Guerra Mundial en 1951.

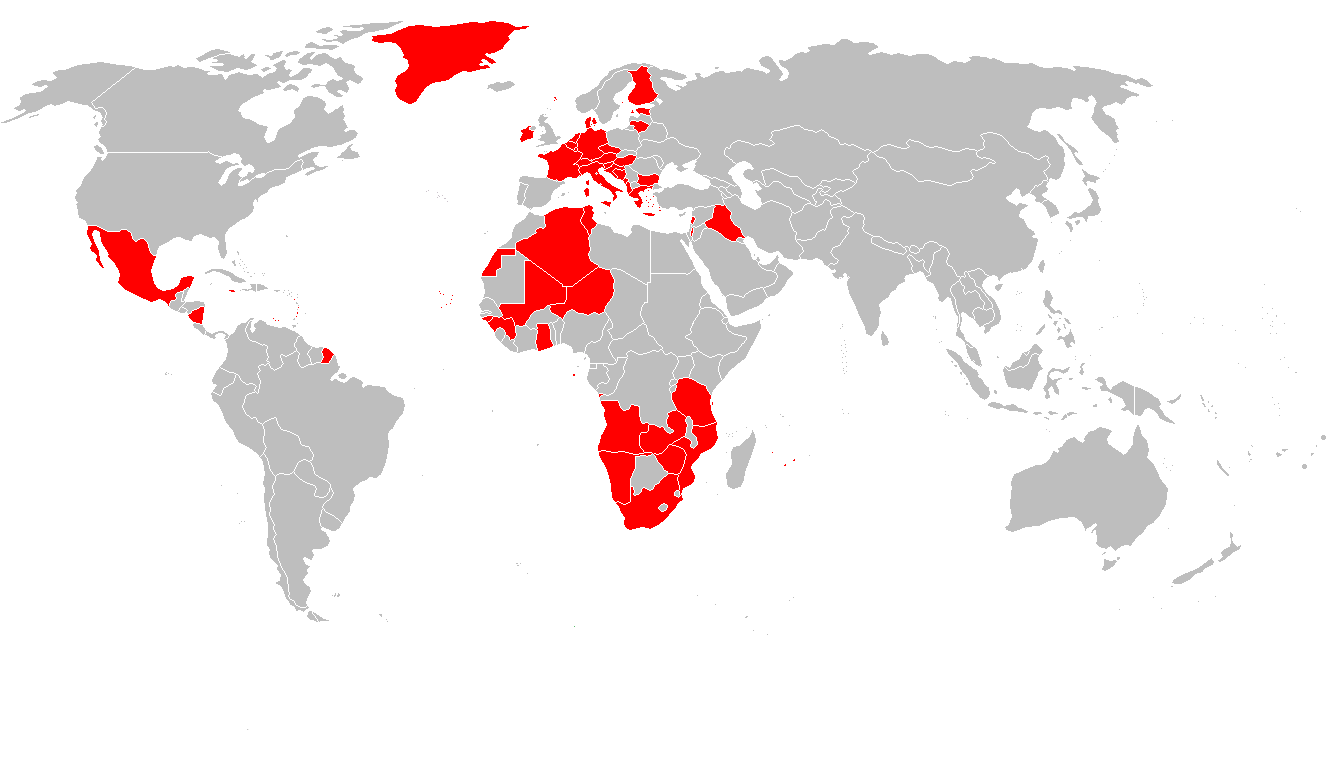
Països governats per partits membres, consultors o observadors de la Internacional Socialista (octubre de 2013)

Els antecedents de creació de la IS estan en dissolució de fet, el 1940, de la Internacional Obrera i Socialista i el període posterior de la Segona Guerra Mundial. El març de 1944, i aprofitant la presència a Anglaterra de grups socialistes exiliats, el Partit Laborista britànic estudià la possibilitat de crear una futura associació internacional dels partits laboristes i socialistes democràtics. El maig de 1946, en Clacton-on-Sea (Anglaterra) es realitza la primera conferència informal després de la guerra per a intercanviar informació i treballar sobre polítiques comunes entorn de problemes d'interès comú. Van estar representats 19 partits.
Es creà una Oficina d'Enllaç i Informació Socialista adjunta al secretariat del Partit Laborista Britànic. El novembre de 1946 es realitza una segona conferència en Bournemouth que establix un Comitè Consultiu per a preparar futures reunions. Posteriorment en la tercera reunió a Zúric (juny 1947) es discuteixen els criteris d'admissió i una conferència posterior (Anvers, novembre 1947) es transforma el comitè consultiu en el COMISCO (Committee of the International Socialist Conference). En aquesta nova instància cada partit integrant té un delegat.
Es realitzen altres conferències (1948, 1948-1949, 1949 i 1950) que preparen la creació de la IS. En 1951 al crear-se la Internacional Socialista el COMISCO es transforma en el Consell de la IS. Durant el període posterior a la Segona Guerra Mundial, la IS va ajudar els partits socialdemòcrates a restablir-se en les transicions democràtiques d'Espanya i Portugal.
En la dècada de 1980, la majoria de partits de la IS va donar el seu suport al FSLN nicaragüenc, el govern del qual d'esquerres era enemic dels Estats Units. Des de llavors, la IS ha admès com membres no només al FSLN sinó a partits excomunistes com l'italià Partit Democràtic de l'Esquerra (Democratici di Sinistra, DS) i el Front d'Alliberament de Moçambic (FRELIMO). Cap destacar que és difícil concebre la seva història com un camí uniforme en termes ideològics, així com en termes d'acció política, que durien a alguns dels seus partits membres a aixecar opcions electorals juntament amb el partit comunista i altres forces d'esquerra (com en la candidatura de François Mitterrand).

## Organització de la IS
Segons els seus estatuts els organismes directius són: 
- Congrés de la IS, autoritat suprema de la IS. Per majoria de dos terços defineix l'admissió i estatus dels partits i organitzacions de la IS. L'expulsió d'un partit o organització també la defineix el Congrés per majoria de dos terços. Reuneix als partits i organitzacions fraternals amb dret a veu i vot i els partits consultius i organitzacions associades només amb dret a veu. Es reuneix cada 3 anys, sent convocat pel consell.
- Consell de la IS. Aquesta compost pels partits membres, la Internacional Socialista de Dones, la Unió Internacional de Joventuts Socialistes, i el Moviment Internacional dels Falcons-Internacional Socialista per a l'Educació, tenint un vot cadascun. Pren totes les resolucions i polítiques necessàries entre cada Congrés. Convoca el Congrés i prepara les seves reunions, així com conferències especials, conferències d'experts, conferències regionals, així mateix que a grups d'estudi i comitès. Proposa al Congrés els càrrecs de President, Vicepresidents (2 a 30) i Secretari General, qui formen part del Presidium de la IS.
- Comitè d'Ètica
- Comitè d'Administració i Finances
- Secretariat

## Presidents
El seu president actual és Pedro Sánchez del Partit Socialista Obrer Espanyol, al càrrec des de novembre de 2022. Anteriorment foren presidentes de la IS:

### Presidents
| # | Nom                             | Imatge | País                | Partit                              | Presidència      | Presidència      | Temps al càrrec   |
| # | Nom                             | Imatge | País                | Partit                              | Data d'inici     | Data final       | Temps al càrrec   |
| - | ------------------------------- | ------ | ------------------- | ----------------------------------- | ---------------- | ---------------- | ----------------- |
| 1 | Morgan Phillips (1902–1963)     |        | Regne Unit          | Partit Laborista                    | 1951             | 1957             | 6 anys            |
| 2 | Alsing Andersen (1893–1962)     |        | Dinamarca           | Partit Socialdemòcrata de Dinamarca | 1957             | 1962             | 5 anys            |
| 3 | Erich Ollenhauer (1901–1963)    |        | Alemanya Occidental | Partit Socialdemòcrata d'Alemanya   | 1963             | 1963             |                   |
| 4 | Bruno Pittermann (1905–1983)    |        | Àustria             | Partit Socialdemòcrata d'Àustria    | 1964             | 1976             | 12 anys           |
| 5 | Willy Brandt (1913–1992)        |        | Alemanya Occidental | Partit Socialdemòcrata d'Alemanya   | 1976             | 1992             | 16 anys           |
| 6 | Pierre Mauroy (1928–2013)       |        | França              | Partit Socialista de França         | 17 setembre 1992 | 10 novembre 1999 | 7 anys, 54 dies   |
| 7 | António Guterres (nascut 1949)  |        | Portugal            | Partit Socialista de Portugal       | 10 novembre 1999 | 15 juny 2005     | 5 anys, 217 dies  |
| 8 | George Papandreou (nascut 1952) |        | Grècia              | PASOK / KIDISO                      | 30 gener 2006    | 25 novembre 2022 | 16 anys, 300 dies |
| 9 | Pedro Sánchez (nascut 1972)     |        | Espanya             | Partit Socialista Obrer Espanyol    | 25 novembre 2022 | Al càrrec        | 2 anys, 196 dies  |

#### Secretaris Generals
- Julius Braunthal (1951-1956)
- Bjarne Braatoy (1956-1957)
- Albert Carthy (1957-1969)
- Hans Janitschek (1969-1976)
- Bernt Carlsson (1976-1983)
- Pentti Väänänen (1983-1989)
- Luis Ayala (1989-2022)
- Benedicta Lasi (2022 a la data)

## Congressos de la Internacional Socialista
- I Frankfurt, 30 de juny al 3 de juliol 1951
- II Milà, 17 al 21 d'octubre 1952
- III Estocolm, 15 al 18 de juliol 1953
- IV Londres, 12 al 16 de juliol 1955
- V Viena, 2 al 6 de juliol 1957
- VI Hamburg, 14 al 17 de juliol 1959
- VII Roma, 23 al 27 d'octubre 1961
- VIII Ámsterdam, 9 al 12 de setembre 1963
- XIX Bruselas, 5 al 6 de setembre 1964
- X Estocolm, 5 al 8 de maig 1966
- XI Eastbourne, 16 al 20 de juny 1969
- XII Viena, 26 al 29 de juny 1972
- XIII Ginebra, 26 al 28 de novembre 1976
- XIV Vancouver, 3 al 5 de novembre 1978
- XV Madrid, 12 al 14 de novembre 1980
- XVI Albufeira, 7 al 10 d'abril 1983
- XVII Lima, 20 al 23 de juny 1986
- XVIII Estocolm, al 20 al 22 de juny 1989
- XIX Berlín, 15 al 17 de setembre 1992
- XX Nova York, 9 al- 11 de setembre 1996
- XXI París, 8 al 10 de novembre 1999
- XXII São Paulo, 27 al 29 d'octubre 2003

## Llista de partits membres plens
- Albània: Partit Socialdemòcrata d'Albània, PSS
- Albània: Partit Socialista d'Albània, PSS
- Alemanya: Partit Socialdemòcrata d'Alemanya, SPD
- Andorra: Partit Socialdemòcrata d'Andorra, PSA
- Angola: Moviment Popular d'Alliberament d'Angola, MPLA
- Algèria: Front de les Forces Socialistes, FFS
- Argentina: Partit Socialista, PS
- Argentina: Unió Cívica Radical, UCR
- Armènia: Partit Socialista Armeni FRA
- Aruba: Moviment Electoral del Poble, MEP
- Austràlia: Partit Laborista Australià, ALP
- Àustria: Partit Socialdemòcrata d'Àustria, SPÖ
- Barbados: Partit Laborista de Barbados
- Bèlgica: Partit Socialista, PS
- Bèlgica: Partit Socialista, SPA
- Benín: Partit Socialdemòcrata, PSD
- Belarús: Partit Socialdemòcrata de Belarús (Narodnaya Hramada)
- Bolívia: Moviment d'Esquerra Revolucionària (Bolívia), MIR-Nova Majoria
- Bòsnia i Hercegovina: Partit Socialdemòcrata de Bòsnia i Hercegovina, SDP BiH
- Brasil: Partit Democràtic Laborista, PDT
- Bulgària: Partit Socialista Búlgar, BSP
- Bulgària: Partit dels Socialdemòcrates Búlgars
- Burkina Faso: Congrés per la Democràcia i el Progrés
- Cap Verd: Partit Africà de la Independència de Cap Verd, PAICV
- Camerun: Front Socialdemòcrata, SDF
- Canadà: Nou Partit Democràtic, NDP/NPD
- Colòmbia: Partit Liberal Colombià, PLC
- Costa Rica: Partit Alliberament Nacional, PLN
- Costa d'Ivori: Front Popular de Côte d'Ivoire, FPI
- Croàcia: Partit Socialdemòcrata, SDP
- Curaçao: Moviment per a unes Noves Antilles, MAN
- Dinamarca: Partit Socialdemòcrata
- Equador: Esquerra Democràtica (Equador), ID
- Egipte: Partit Nacional Democràtic, NDP
- Eslovàquia: Partit de l'Esquerra Democràtica, SDL
- Eslovàquia: Partit Socialdemòcrata de la República Eslovaca, SDSS
- Eslovènia: Llista Unida dels Socialdemòcrates, ZLSD
- Espanya: Partit Socialista Obrer Espanyol, PSOE
- Estats Units: Socialistes Democràtics d'Amèrica, DSA
- Estats Units: Socialdemòcrates USA, SDUSA
- Estònia: Partit Socialdémocrata d'Estònia
- Finlàndia: Partit Socialdemòcrata Finlandès, SDP
- França: Partit Socialista, PS
- Gran Bretanya: Partit Laborista
- Grècia: Moviment Socialista Panhel·lènic, PASOK
- Guinea: Assemblea del Poble de Guinea, RPG
- Guinea Equatorial: Convergència per a la Democràcia Social, CPDS
- Haití: Partit Fusió dels Socialdemòcrates Haitians
- Haití Assemblea socialdemòcrata per al progrés d'Haití (RSD)
- Hongria: Partit Socialdemòcrata Hongarès, MSzDP
- Hongria: Partit Socialista d'Hongria, MSzP
- Índia: Congrés Nacional Indi, INC
- Irlanda: Partit Laborista
- Irlanda del Nord: Social Democratic and Labour Party, SDLP
- Islàndia: Partit Socialdemòcrata i després Aliança Socialdemòcrata
- Israel: Partit Laborista d'Israel
- Israel: Meretz-Yachad
- Itàlia: Demòcrates d'Esquerra, DS
- Itàlia: Socialistes Democràtics Italians, SDI
- Jamaica: Partit Nacional del Poble, PNP
- Japó: Partit Socialdemòcrata, SDP
- Letònia: Partit Obrer Socialdemòcrata Letonés, LSDSP
- Líban: Partit Socialista Progressista, PSP
- Lituània: Partit Socialdemòcrata Lituà, LSDP
- Luxemburg: Partit Obrer Socialista de Luxemburg, LSAP/POSL
- Macedònia del Nord: Unió Socialdemòcrata de Macedònia, SDUM
- Malàisia: Partit Acció Democràtica, DAP
- Mali: Partit Africà per a la Solidaritat i la Justícia, ADEMA-PASJ
- Malta: Partit Laborista de Malta
- Marroc: Unió Socialista de les Forces Populars, USFP
- Maurici: Moviment Militant de Maurici, MMM
- Maurici: Partit Laborista de Maurici
- Mèxic: Partit de la Revolució Democràtica, PRD
- Mèxic: Partit Revolucionari Institucional, PRI
- Mongòlia: Partit Revolucionari del Poble de Mongòlia, MPRP
- Montenegro: Partit Socialdemòcrata de Montenegro, SDPM
- Moçambic: Front d'Alliberament de Moçambic (FRELIMO)
- Nepal: Partit del Congrés de Nepal
- Nicaragua: Front Sandinista d'Alliberament Nacional, FSLN
- Níger: Partit Nigerià per a la Democràcia i el Socialisme, PNDS
- Noruega: Partit dels Treballadors Noruecs, DNA
- Nova Zelanda: Partit Laborista de Nova Zelanda, NZLP
- Països Baixos: Partit del Treball, PvdA
- Pakistan: Partit Popular del Pakistan, PPP
- Panamà: Partit Revolucionari Democràtic, PRD
- Paraguai: Partit Revolucionari Febrerista, PRF
- Perú: Partit Aprista Peruà (PAP)
- Polònia: Aliança de l'Esquerra Democràtica, SLD
- Polònia: Unió Laborista, UP
- Portugal: Partit Socialista, PS
- Puerto Rico: Partit Independentista Portorriqueny, PIP
- República Txeca: Partit Socialdemòcrata Txec, CSSD
- República Dominicana: Partit Revolucionari Dominicà, PRD
- Romania: Partit Democràtic, PD
- Romania: Partit Socialdemòcrata, PSD
- San Marino: Partit Socialista de San Marino, PSS
- Senegal: Partit Socialista, PS
- Sud-àfrica: Congrés Nacional Africà, ANC
- Suècia: Partit Socialdemòcrata Suec, SAP
- Suïssa: Partit Socialista Suís
- Tunísia: Assemblea Constitucional Democràtica, RCD
- Turquia: Partit Republicà del Poble, CHP
- Uruguai: Nou Espai, NE (pertanyent al Front Ampli)
- Uruguai: Partit Socialista de l'Uruguai, PSU (pertanyent al Front Ampli)
- Veneçuela: Acció Democràtica, AD
- Xile: Partit Per la Democràcia, PPD
- Xile: Partit Radical Social Demòcrata, PRSD
- Xile: Partit Socialista, PS
- Xipre: Moviment dels Socialdemòcrates EDEK

## Partits consultants
- Fiji: Partit Laborista de Fiji
- Filipines: Akbayan, Partit Acció dels Ciutadans
- Filipines: Partit Socialista Democràtic de les Filipines, PDSP
- Gabon: Partit Gabonés del Progrés, PGP
- Geòrgia: Socialdemòcrates pel desenvolupament de Geòrgia, SDD
- Ghana: Congrés Nacional Democràtic, NDC
- Groenlàndia: Siumut
- Guatemala: Convergència Social Demòcrata, CSD
- Guyana: Aliança del Poble Treballador, WPA
- Iran: Partit Democràtic del Kurdistan Iranià, PDKI
- Iran: Partit Komala del Kurdistan Iranià
- Mali: Assemblea per a Mali, RPM
- Namíbia: Congrés de Demòcrates, CoD
- Namíbia: SWAPO
- Palestina: Fatah
- Paraguai: Partit País Solidari
- Saint Kitts i Nevis: Partit Laborista de Saint Kitts i Nevis
- Saint Lucia: Partit Laborista de Saint Lucia, SLP
- Saint Vincent i les Grenadines: Partit Laborista d'Unitat
- Montenegro: Partit Demòcrata de Socialistes de Montenegro, DPS
- Sèrbia: Partit Demòcrata, Sèrbia
- Sèrbia: Partit Socialdemòcrata de Sèrbia
- Timor Oriental: Fretilin
- Togo: Convenció Democràtica dels Pobles Africans, CDPA
- Tunísia: Fòrum Democràtic per al Treball i les Llibertats, FDTL
- Ucraïna: Partit Socialista d'Ucraïna
- Ucraïna: Partit Socialdemòcrata d'Ucraïna, SPU
- Veneçuela: Moviment al Socialisme, MAS

## Partits observadors
- Índia: Janata Dal (Secular)
- Iraq: Unió Patriòtica de Kurdistan, PUK
- Jordània: Partit Jordà Demòcrata d'Esquerra, JDPL
- República Centreafricana: Front Patriòtic per al Progrés, FPP
- República Democràtica del Congo: Unió per a la Democràcia i el Progrés Social, UDPS
- República de Moldova: Partit Socialdemòcrata de Moldova
- Mauritània: Assemblea de les Forces Democràtiques, RFD
- Turquia: Partit Democràtic del Poble, DEHAP
- Iemen: Partit Socialista d'Iemen

## Antics Membres
- Azerbaidjan: Partit Socialdemòcrata de l'Azerbaidjan, SPDA
- Bòsnia i Hercegovina: L'Aliança d'Independents Socialdemòcrates, SNSD
- Bostwana: Front Nacional de Bostwana, BNF
- Bulgària: Euroesquerra búlgara
- Burundi: Frodebu
- Colòmbia: Pol Democràtic Alternatiu, PDA
- Colòmbia: Aliança Democràtica M-19
- Dominica: Partit Laborista de Dominica
- El Salvador: Partit Demòcrata, PD
- Geòrgia: Unió de Ciutadans de Geòrgia, CUG
- Haití: Organització del Poble a Lluita
- Federació Russa: Partit Socialdemòcrata de Russa, SDPR

## Organitzacions fraternals i associades
Les organitzacions fraternals de la IS, que tenen dret a veu i vot, són: 
- Internacional Socialista de Dones (ISM, 1955)
- Moviment Internacional dels Falcons - Internacional Socialista per a l'Educació (IFM-SEI)
- Unió Internacional de Joventuts Socialistes (IUSY, 1946)

Organitzacions associades a la IS, que té únicament dret a veu, són: 
- Bund Laborista Jueu (JLB, 1897)
- Confederació Esportiva Internacional Laborista (CSIT)
- Federació Internacional de la Premsa Socialista i Democràtica (IFSDP)
- Grup Socialista en el Parlament Europeu (1953)
- Grup Socialdemòcrata del Parlament Llatinoamericà
- Institut Nacional Democràtic per a Assumptes Internacionals (NDI)
- Lliga Internacional de Religiosos Socialistes (ILRS)
- Moviment Sionista Laborista Mundial (WLZM)
- Partit Socialista Europeu (PSE, 1992)
- Unió Internacional Socialdemòcrata per a l'Educació (ISDUE)

## Presidents Honoraris
- Rubén Berríos va ser triat per la Internacional Socialista com a President Honorari d'aquesta institució. Vegeu, Rubén Berríos